# Parkhattmurkla
Parkhattmurkla (Helvella albella) är en svampart som beskrevs av Quél. 1896. Parkhattmurkla ingår i släktet Helvella och familjen Helvellaceae.  Arten är reproducerande i Sverige. Inga underarter finns listade i Catalogue of Life.